# De Wymar
De Wymar was een uit Gulik afkomstig geslacht waarvan een lid sinds 1816 tot de Nederlandse adel behoort en dat met hem in 1847 uitstierf.

## Geschiedenis
Leden van het geslacht worden vanaf de 16e eeuw vermeld in Gulik. Bij Koninklijk Besluit van 16 februari 1816 werd Christiaan Joseph Marie Hubertus de Wymar (1792-1847) benoemd in de ridderschap van Limburg met de titel van baron; met hem stierf het 'adellijke geslacht' in 1847 uit.